# Wereldkampioenschap superbike van Buriram 2018
Het wereldkampioenschap superbike van Buriram 2018 was de tweede ronde van het wereldkampioenschap superbike en het wereldkampioenschap Supersport 2018. De races werden verreden op 24 en 25 maart 2018 op het Chang International Circuit nabij Buriram, Thailand.

## Superbike

### Race 1
| Pos | Nr | Rijder               | Constructeur | Rondes | Tijd        | Grid | Punten |
| --- | -- | -------------------- | ------------ | ------ | ----------- | ---- | ------ |
| 1   | 1  | Jonathan Rea         | Kawasaki     | 20     | 31:24.203   | 1    | 25     |
| 2   | 12 | Javier Forés         | Ducati       | 20     | +1.550      | 5    | 20     |
| 3   | 7  | Chaz Davies          | Ducati       | 20     | +2.118      | 9    | 16     |
| 4   | 2  | Leon Camier          | Honda        | 20     | +2.981      | 3    | 13     |
| 5   | 22 | Alex Lowes           | Yamaha       | 20     | +7.258      | 6    | 11     |
| 6   | 66 | Tom Sykes            | Kawasaki     | 20     | +7.501      | 2    | 10     |
| 7   | 60 | Michael van der Mark | Yamaha       | 20     | +8.500      | 10   | 9      |
| 8   | 33 | Marco Melandri       | Ducati       | 20     | +10.184     | 7    | 8      |
| 9   | 50 | Eugene Laverty       | Aprilia      | 20     | +11.072     | 8    | 7      |
| 10  | 81 | Jordi Torres         | MV Agusta    | 20     | +11.178     | 4    | 6      |
| 11  | 76 | Loris Baz            | BMW          | 20     | +24.062     | 15   | 5      |
| 12  | 32 | Lorenzo Savadori     | Aprilia      | 20     | +24.632     | 11   | 4      |
| 13  | 36 | Leandro Mercado      | Kawasaki     | 20     | +26.114     | 13   | 3      |
| 14  | 40 | Román Ramos          | Kawasaki     | 20     | +26.142     | 16   | 2      |
| 15  | 54 | Toprak Razgatlıoğlu  | Kawasaki     | 20     | +26.320     | 12   | 1      |
| 16  | 68 | Yonny Hernández      | Kawasaki     | 20     | +30.665     | 18   |        |
| 17  | 99 | P.J. Jacobsen        | Honda        | 20     | +32.625     | 17   |        |
| 18  | 45 | Jacob Gagne          | Honda        | 20     | +38.752     | 14   |        |
| DNF | 37 | Ondřej Ježek         | Yamaha       | 16     | Uitgevallen | 19   |        |

### Race 2
Ondřej Ježek werd gediskwalificeerd omdat hij weer deelnam aan de race nadat hij officieel was uitgevallen.
| Pos | Nr | Rijder               | Constructeur | Rondes | Tijd              | Grid | Punten |
| --- | -- | -------------------- | ------------ | ------ | ----------------- | ---- | ------ |
| 1   | 7  | Chaz Davies          | Ducati       | 20     | 31:23.406         | 9    | 25     |
| 2   | 60 | Michael van der Mark | Yamaha       | 20     | +2.185            | 10   | 20     |
| 3   | 22 | Alex Lowes           | Yamaha       | 20     | +3.884            | 6    | 16     |
| 4   | 1  | Jonathan Rea         | Kawasaki     | 20     | +6.554            | 1    | 13     |
| 5   | 12 | Javier Forés         | Ducati       | 20     | +8.973            | 5    | 11     |
| 6   | 2  | Leon Camier          | Honda        | 20     | +10.647           | 3    | 10     |
| 7   | 33 | Marco Melandri       | Ducati       | 20     | +17.523           | 7    | 9      |
| 8   | 54 | Toprak Razgatlıoğlu  | Kawasaki     | 20     | +21.618           | 12   | 8      |
| 9   | 32 | Lorenzo Savadori     | Aprilia      | 20     | +25.345           | 11   | 7      |
| 10  | 99 | P.J. Jacobsen        | Honda        | 20     | +27.076           | 17   | 6      |
| 11  | 68 | Yonny Hernández      | Kawasaki     | 20     | +28.668           | 18   | 5      |
| 12  | 76 | Loris Baz            | BMW          | 20     | +29.004           | 15   | 4      |
| 13  | 40 | Román Ramos          | Kawasaki     | 20     | +30.434           | 16   | 3      |
| 14  | 45 | Jacob Gagne          | Honda        | 20     | +30.527           | 14   | 2      |
| DNF | 36 | Leandro Mercado      | Kawasaki     | 18     | Uitgevallen       | 13   |        |
| DNF | 66 | Tom Sykes            | Kawasaki     | 7      | Uitgevallen       | 2    |        |
| DNF | 50 | Eugene Laverty       | Aprilia      | 4      | Ongeluk           | 8    |        |
| DNF | 81 | Jordi Torres         | MV Agusta    | 4      | Ongeluk           | 4    |        |
| DSQ | 37 | Ondřej Ježek         | Yamaha       | 5      | Gediskwalificeerd | 19   |        |

## Supersport
| Pos | Nr  | Rijder                | Constructeur | Rondes | Tijd           | Grid | Punten |
| --- | --- | --------------------- | ------------ | ------ | -------------- | ---- | ------ |
| 1   | 21  | Randy Krummenacher    | Yamaha       | 17     | 27:49.852      | 5    | 25     |
| 2   | 144 | Lucas Mahias          | Yamaha       | 17     | +0.048         | 1    | 20     |
| 3   | 64  | Federico Caricasulo   | Yamaha       | 17     | +1.213         | 3    | 16     |
| 4   | 11  | Sandro Cortese        | Yamaha       | 17     | +2.917         | 4    | 13     |
| 5   | 99  | Thitipong Warokorn    | Kawasaki     | 17     | +9.100         | 8    | 11     |
| 6   | 13  | Anthony West          | Kawasaki     | 17     | +11.426        | 6    | 10     |
| 7   | 3   | Raffaele De Rosa      | MV Agusta    | 17     | +11.583        | 12   | 9      |
| 8   | 5   | Ratthapong Wilairot   | Yamaha       | 17     | +12.188        | 7    | 8      |
| 9   | 66  | Niki Tuuli            | Honda        | 17     | +19.454        | 18   | 7      |
| 10  | 81  | Luke Stapleford       | Triumph      | 17     | +20.675        | 10   | 6      |
| 11  | 36  | Thomas Gradinger      | Yamaha       | 17     | +21.027        | 19   | 5      |
| 12  | 4   | Jack Kennedy          | Triumph      | 17     | +22.087        | 14   | 4      |
| 13  | 84  | Loris Cresson         | Yamaha       | 17     | +23.863        | 15   | 3      |
| 14  | 24  | Decha Kraisart        | Yamaha       | 17     | +23.887        | 13   | 2      |
| 15  | 86  | Ayrton Badovini       | MV Agusta    | 17     | +24.206        | 16   | 1      |
| 16  | 25  | Azlan Shah            | Kawasaki     | 17     | +31.540        | 17   |        |
| 17  | 38  | Hannes Soomer         | Honda        | 17     | +39.533        | 24   |        |
| 18  | 94  | Mike Di Meglio        | Yamaha       | 17     | +39.567        | 20   |        |
| 19  | 78  | Hikari Okubo          | Kawasaki     | 17     | +40.101        | 9    |        |
| 20  | 96  | Andrew Irwin          | Honda        | 17     | +51.236        | 25   |        |
| 21  | 74  | Jaimie van Sikkelerus | Honda        | 17     | +54.428        | 22   |        |
| 22  | 29  | Ted Collins           | Honda        | 17     | +56.055        | 26   |        |
| DNF | 16  | Jules Cluzel          | Yamaha       | 12     | Ongeluk        | 2    |        |
| DNF | 111 | Kyle Smith            | Honda        | 5      | Uitgevallen    | 11   |        |
| DNF | 83  | Lachlan Epis          | Kawasaki     | 3      | Ongeluk        | 21   |        |
| DNF | 10  | Nacho Calero          | Kawasaki     | 2      | Schade ongeluk | 23   |        |

## Tussenstanden na wedstrijd

### Superbike
| Pos | Nr | Rijder         | Team     | Punten |
| --- | -- | -------------- | -------- | ------ |
| 1   | 1  | Jonathan Rea   | Kawasaki | 69     |
| 2   | 33 | Marco Melandri | Ducati   | 67     |
| 3   | 12 | Javier Forés   | Ducati   | 60     |
| 4   | 7  | Chaz Davies    | Ducati   | 57     |
| 5   | 22 | Alex Lowes     | Yamaha   | 48     |

### Supersport
| Pos | Nr  | Rijder              | Team      | Punten |
| --- | --- | ------------------- | --------- | ------ |
| 1   | 21  | Randy Krummenacher  | Yamaha    | 45     |
| 2   | 144 | Lucas Mahias        | Yamaha    | 45     |
| 3   | 64  | Federico Caricasulo | Yamaha    | 29     |
| 4   | 11  | Sandro Cortese      | Yamaha    | 29     |
| 5   | 3   | Raffaele De Rosa    | MV Agusta | 19     |

2015 · 2016 · 2017 · 2018 · 2019